# Distrikt Santa Cruz (Cutervo)
Der Distrikt Santa Cruz liegt in der Provinz Cutervo in der Region Cajamarca im Norden Perus. Der Distrikt wurde am 10. Dezember 1959 gegründet. Er besitzt eine Fläche von 129 km². Beim Zensus 2017 wurden 2758 Einwohner gezählt. Im Jahr 1993 lag die Einwohnerzahl bei 4124, im Jahr 2007 bei 3229. Sitz der Distriktverwaltung ist die 1686 m hoch gelegene Ortschaft Santa Cruz mit 374 Einwohnern (Stand 2017). Santa Cruz befindet sich 31 km nördlich der Provinzhauptstadt Cutervo.

## Geographische Lage
Der Distrikt Santa Cruz befindet sich in der peruanischen Westkordillere nordzentral in der Provinz Cutervo. Der nach Osten fließende Río Chamaya begrenzt den Distrikt im Norden. Der Río Callayuc und Río Santa Cruz fließen entlang der nordwestlichen Distriktgrenze nach Norden. Der Río Huarto Blanco fließt entlang der nordöstlichen Distriktgrenze ebenfalls nach Norden.
Der Distrikt Santa Cruz grenzt im Südwesten und im Westen an den Distrikt Callayuc, im Norden an den Distrikt Colasay (Provinz Jaén), im Nordosten und im Osten an den Distrikt Pimpingos sowie im Südosten an den Distrikt San Andrés de Cutervo.

## Ortschaften
Neben dem Hauptort gibt es folgende größere Ortschaften im Distrikt:
- Campo Florido